# مستويات القيادة الثلاث
مستويات القيادة الثلاث هي نموذج قيادي حديث إنطلق في عام 2011 صمم ليقدم أدوات عملية لتطوير الحالة القيادية ومعرفته ومهاراته. وتلخص الخطوات التي على الأشخاص القيام بها لقيادة المجموعات وبنفس الوقت تطوير أنفسهم في المجالات التقنية والنفسية ليصبحوا قادة حقيقيين. 
ومن أبرز ملامح مستويات القيادة الثلاث هو دمج نقاط قوة أفكار القيادة التقليدية (أي الصفات والسلوكيات والأساليب والظرفية والوظيفية) بحلول فعالة لنقاط ضعف تلك الأفكار لتؤسس لقاعدة جديدة لتطبيق فلسفات القيادي الخادم والقيادة الحقيقية.
لقد طرحت الفكرة للمرة الأولى عام 2011، عبر كتاب لشكوللر بعنوان «كيف تموضعكم في القيادية»

## نظرة عامة

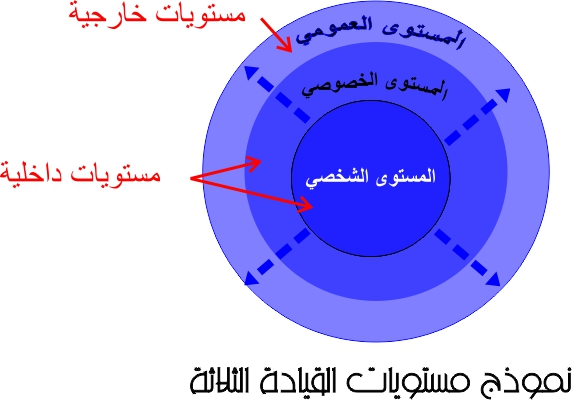
نموذج مستويات القيادة الثلاث

يهدف هذا النموذج اإيجاد أداة عملية لتطوير تموضع شخص ما كقيادي بتوفير المعرفة المهارات المناسبين بتلخيص الخطوات التي يجب إتخاذها لتطوير أنفسهم وبالتالي إدارة المجموعات.
المستويات الثلاثة المشار إليها في اسم النموذج هي القيادة العامة والخاصة والشخصية. وتعرض عادة في شكل نموذج تخطيطي من ثلاث دوائر ذو مركز واحد وبتحديد دارة القيادة الشخصية في المركز التي ينطلق منها أربعة أسهم باتجاه الخارج.

### المستويات الثلاث
- المستوى العمومي ويدل على السلوكيات المطلوبة لقيادة المجموعات ويصطلح بـ«قائد عمومي»
- المستوى الخاص ويدل على السلوكيات المطلوبة لقيادة شخص أو أفراد قليلي العدد ويصطلح بـ «قائد خصوصي»
- المستوى الشخصي ويدل على السلوكيات والمهارات والأدوات التي يجب أن يطورها الشخص ليحصل على سلوكيات القيادية الصحيحة.

يعتبر المستويين العمومي والخصوصي مستويين خارجيين، بينما يعتبر مستوى الشخصي مستوى داخلي.
حدد شكولر 34 سلوكية لتحقيق مستوى القيادة العمومية، و14 سلوكية لتحقيق القيادة الخاصة. بينما أعتبر أن المستوى الشخصي يتطلب تطوير المهارات الذاتية في ثلاث مجالات هي المجال التقني، مجال السلوكيات تجاه الأخرين ومجال علم النفس.